# مقاطعة ليون (نيفادا)
مقاطعة ليون (بالإنجليزية: Lyon County)‏ هي إحدى مقاطعات ولاية نيفادا في الولايات المتحدة الأمريكية.